# فرنسيس كوروما
فرنسيس كوروما (بالإنجليزية: Francis Koroma)‏ هو لاعب كرة قدم سيراليوني في مركز الدفاع، ولد في 4 يناير 1975 في كويدو في سيراليون. شارك مع منتخب سيراليون لكرة القدم. أما مع النوادي، فقد لعب مع نادي دياموند ستارز.

## وصلات خارجية
- فرنسيس كوروما على موقع الاتحاد الدولي (مؤرشف)  (الإنجليزية)
- فرنسيس كوروما على موقع قاعدة بيانات كرة القدم.إي يو (الإنجليزية)
- فرنسيس كوروما على موقع ناشيونال فوتبول تيمز (الإنجليزية)
- فرنسيس كوروما على موقع عالم كرة القدم.نت (الإنجليزية)